# Armando Valli
Armando Valli detto Mandell (Lezzeno, 16 dicembre 1951) è un politico italiano.

## Incarichi
Senatore della Repubblica, consigliere comunale di Lezzeno e consigliere della provincia di Como